# Élections générales britanniques de 2001 dans les Cornouailles
Des élections générales britanniques ont lieu le 7 juin 2001 pour élire la 53e législature du Parlement du Royaume-Uni. Les Cornouailles élise 5 des 659 députés.

## Résultats

### Global
| Partis | Partis              | Voix    | Voix  | Voix       | Total des sièges | Total des sièges | Total des sièges |
| Partis | Partis              | Votes   | %     | +/−        | Sièges           | +/−              |                  |
| ------ | ------------------- | ------- | ----- | ---------- | ---------------- | ---------------- | ---------------- |
|        | Libéraux-démocrates | 113 000 | 44,82 | 0,88       | 4 / 5            | stagnation       |                  |
|        | Parti conservateur  | 82 227  | 32,61 | 2,25       | 0 / 5            | stagnation       |                  |
|        | Parti travailliste  | 43 674  | 17,32 | 0,22       | 1 / 5            | stagnation       |                  |
|        | UKIP                | 9 290   | 3,68  | 2,64       | 0 / 5            | stagnation       |                  |
|        | Mebyon Kernow       | 3 199   | 1,27  | 0,59       | 0 / 5            | stagnation       |                  |
|        | Parti libéral       | 649     | 0,26  | 0,24       | 0 / 5            | stagnation       |                  |
|        | Autres              | 78      | 0,03  |            | 0 / 5            | stagnation       |                  |
| Total  | Total               | 252 117 | 100   | stagnation | 5 / 5            | stagnation       |                  |

### Par circonscription

#### Falmouth & Camborne
| Candidats                      | Candidats                      | Partis                         | Voix   | %    | +/− |
| ------------------------------ | ------------------------------ | ------------------------------ | ------ | ---- | --- |
|                                | Candy Atherton                 | Parti travailliste             | 18 532 | 39,6 | 5,8 |
|                                | Nick Serpell                   | Parti conservateur             | 14 005 | 29,9 | 1,1 |
|                                | Julian Brazil                  | Libéraux-démocrates            | 11 453 | 24,5 | 0,7 |
|                                | John Browne                    | UKIP                           | 1 328  | 2,8  | 2,1 |
|                                | Hilda Wasley                   | Mebyon Kernow                  | 853    | 1,8  | 1,4 |
|                                | Paul Holmes                    | Parti libéral                  | 649    | 1,4  | 0,4 |
| Total (Participation : 64,3 %) | Total (Participation : 64,3 %) | Total (Participation : 64,3 %) | 46 820 | 100  |     |

#### Cornwall North
| Candidats                      | Candidats                      | Partis                         | Voix   | %    | +/− |
| ------------------------------ | ------------------------------ | ------------------------------ | ------ | ---- | --- |
|                                | Paul Tyler                     | Libéraux-démocrates            | 28 082 | 52,0 | 1,2 |
|                                | John Weller                    | Parti conservateur             | 18 250 | 33,8 | 4,3 |
|                                | Michael Goodman                | Parti travailliste             | 5 257  | 9,7  | 0,3 |
|                                | Steve Protz                    | UKIP                           | 2 394  | 4,4  |     |
| Total (Participation : 63,8 %) | Total (Participation : 63,8 %) | Total (Participation : 63,8 %) | 53 983 | 100  |     |

#### Cornwall South East
| Candidats                      | Candidats                      | Partis                         | Voix   | %    | +/− |
| ------------------------------ | ------------------------------ | ------------------------------ | ------ | ---- | --- |
|                                | Colin Breed                    | Libéraux-démocrates            | 23 756 | 45,9 | 1,2 |
|                                | Ashley Gray                    | Parti conservateur             | 18 381 | 35,5 | 0,3 |
|                                | Bill Stevens                   | Parti travailliste             | 6 429  | 12,4 | 0,4 |
|                                | Graham Palmer                  | UKIP                           | 1 978  | 3,8  | 1,3 |
|                                | Kenneth George                 | Mebyon Kernow                  | 1 209  | 2,3  | 1,3 |
| Total (Participation : 65,4 %) | Total (Participation : 65,4 %) | Total (Participation : 65,4 %) | 51 753 | 100  |     |

#### St Ives
| Candidats                      | Candidats                      | Partis                         | Voix   | %    | +/−        |
| ------------------------------ | ------------------------------ | ------------------------------ | ------ | ---- | ---------- |
|                                | Andrew George                  | Libéraux-démocrates            | 25 413 | 51,6 | 7,1        |
|                                | Joanna Richardson              | Parti conservateur             | 15 360 | 31,2 | stagnation |
|                                | William Morris                 | Parti travailliste             | 6 567  | 13,3 | 1,9        |
|                                | Mick Faulkner                  | UKIP                           | 1 926  | 3,9  | 2,8        |
| Total (Participation : 66,3 %) | Total (Participation : 66,3 %) | Total (Participation : 66,3 %) | 49 266 | 100  |            |

#### Truro & St Austell
| Candidats                      | Candidats                      | Partis                         | Voix   | %    | +/− |
| ------------------------------ | ------------------------------ | ------------------------------ | ------ | ---- | --- |
|                                | Matthew Taylor                 | Libéraux-démocrates            | 24 296 | 48,3 | 0,2 |
|                                | Tim Bonner                     | Parti conservateur             | 16 231 | 32,3 | 5,9 |
|                                | David Phillips                 | Parti travailliste             | 6 889  | 13,7 | 1,6 |
|                                | James Wonnacott                | UKIP                           | 1 664  | 3,3  | 2,3 |
|                                | Conan Jenkin                   | Mebyon Kernow                  | 1 137  | 2,3  | 1,5 |
|                                | John Lee                       | Indépendant                    | 78     | 0,2  |     |
| Total (Participation : 63,5 %) | Total (Participation : 63,5 %) | Total (Participation : 63,5 %) | 50 295 | 100  |     |

### Députés élus
| Circonscription     | Député sortant | Député sortant | Député élu | Député élu     |
| ------------------- | -------------- | -------------- | ---------- | -------------- |
| Falmouth & Camborne |                | Candy Atherton |            | Candy Atherton |
| Cornwall North      |                | Paul Tyler     |            | Paul Tyler     |
| Cornwall South East |                | Colin Breed    |            | Colin Breed    |
| St Ives             |                | Andrew George  |            | Andrew George  |
| Truro & St Austell  |                | Matthew Taylor |            | Matthew Taylor |